# Elisabeth Karlinsky
Elisabeth Karlinsky (geboren am 19. Mai 1904 in Kasten, Niederösterreich; gestorben am 13. Oktober 1994 in Græsted, Dänemark) war eine österreichisch-dänische Malerin und Kunstgewerblerin.
Karlinsky studierte von 1921 bis 1927 an der Wiener Kunstgewerbeschule bei Franz Čižek, Rudolf von Larisch, Rosalia Rothansl, Viktor Schufinsky und Bertold Löffler. Sie nahm 1925 an der internationalen Kunstausstellung in Paris sowie 1926 an der internationalen Ausstellung moderner künstlerischer Schrift im Österreichischen Museum für Kunst und Industrie in Wien teil. 1926 erhielt sie den Lobmeyr-Preis für ihr „kinetisches Glasfenster“, reiste erstmals nach Paris und arbeitete bei der „Officina Vindobonensis“ von Robert Haas mit.
Ab 1928 unterrichtete Karlinsky in Vertretung Erika Giovanna Kliens an der Elizabeth-Duncan-Schule im Schloss Kleßheim in Salzburg und ab September 1928 an der Walden-School in New York. In New York nahm sie an Ausstellungen des „Civic Clubs“ teil und entwarf Auslagen für die Kaufhäuser Macy’s und Gimbel. 1931 übersiedelte sie nach Kopenhagen, wo sie den Feuilletonisten und Maler Hans Scherfig heiratete. 1932 gab sie ihre erste Ausstellung in Dänemark, beteiligte sich ab 1935/1936 regelmäßig an den Ausstellungen der Künstlervereinigung „Corner“ und war als Buch- und Zeitschriftenillustratorin tätig. Sie fertigte 1953 die Ausstattung für den Weltfrauenkongress in Kopenhagen an.

## Ausstellungen (Auswahl)
- 2019 Stadt der Frauen. Künstlerinnen in Wien von 1900 bis 1938, Belvedere (Gruppenausstellung)[2]
- 2011 DYNAMIK! Kubismus / Futurismus / KINETISMUS, Universität für angewandte Kunst Wien, Belvedere[2]
- 2009 Bedrohung & Idylle – Das Menschenbild in Österreich. 1918 - 1938, Schloss Bruck (Gruppenausstellung)[2]
- 2007 Zwischen den Kriegen – Österreichische Künstler 1918-1938, Leopold Museum (Gruppenausstellung)[2]

## Quelle
- Bestandsrecherche Elisabeth Karlinsky in der Datenbank „Verzeichnis der künstlerischen, wissenschaftlichen und kulturpolitischen Nachlässe in Österreich“. In: Literaturarchiv der Österreichischen Nationalbibliothek. Juli 2009, abgerufen am 4. April 2019.